# Бюль (Фрібур)
Бюль (фр. Bulle) — місто  в Швейцарії в кантоні Фрібур, округ Грюєр.

## Географія
Місто розташоване на відстані близько 50 км на південний захід від Берна, 22 км на південь від Фрібура.
Бюль має площу 23,9 км², з яких на 21,7% дозволяється будівництво (житлове та будівництво доріг), 46,1% використовуються в сільськогосподарських цілях, 31,4% зайнято лісами, 0,8% не є продуктивними (річки, льодовики або гори).

## Демографія
2019 року в місті мешкало 23 871 особа (+26% порівняно з 2010 роком), іноземців було 41%. Густота населення становила 1000 осіб/км².
За віковим діапазоном населення розподілялося таким чином: 21,7% — особи молодші 20 років, 63,5% — особи у віці 20—64 років, 14,8% — особи у віці 65 років та старші. Було 10141 помешкань (у середньому 2,2 особи в помешканні).
Із загальної кількості 15 622 працюючих 77 було зайнятих в первинному секторі, 5111 — в обробній промисловості, 10 434 — в галузі послуг.